# The Courting of Prudence
The Courting of Prudence è un cortometraggio muto del 1914 diretto da Harry A. Pollard. Prodotto dalla Beauty (American Film Manufacturing Company), il film aveva come interpreti Margarita Fischer, lo stesso regista Pollard, Frank Cooley, Joe Harris, Fred Gamble e Mary Scott.

## Trama
Ezra Benton, vedovo con una figlia, ha sempre lavorato duramente. Severo e morigerato, ha messo su una piccola fortuna e ora progetta di sposare Prudence, sua figlia, con il cinquantenne Ezekiel Hendricks, il suo ricco vicino di casa. La ragazza però è innamorata di Larry, un giovane industrioso e capace che lavora come bracciante per suo padre. Benton, ignaro dell'idillio, spinge Hendricks a corteggiare la figlia e una sera li lascia soli in salotto, mentre lui sale in camera sua. Quando l'attempato corteggiatore si congeda, il suo posto viene occupato dal bel Larry che si accomoda sul divano con la ragazza.

Benton, profondamente addormentato, viene svegliato dal gatto. Sceso giù, vede chiusa la porta del salotto. Curioso, spia dal buco della serratura ed è deliziato al vedere i due, credendo che l'uomo sia Hendricks. Quando però Larry si gira, riconosce il suo bracciante. Il giovane viene buttato fuori di casa, mentre Prudence resta in casa singhiozzante.

Dopo settimane di pressioni da parte del padre, Prudence alla fine acconsente al matrimonio con Hendricks. Larry si rivolge allora allo squire del villaggio, chiedendogli aiuto. Escogitano un piano per salvare la ragazza da quelle nozze non volute con l'aiuto della moglie dello squire e di due altri amici.

La sera della cerimonia che è celebrata dallo squire, sulla scena irrompe Larry che prende Prudence e fugge con lei. Benton e lo sposo li inseguono e vedono due figure fuggire a cavallo nel buio. Quando li raggiungono, si rendono conto che sono i due amici di Larry, uno dei quali travestito come Prudence. I due giovani, che non sono scappati ma si sono solo nascosti, sono nel frattempo tornati dallo squire che li ha poi uniti in matrimonio.

Quando Benton è messo davanti al fatto compiuto, vede l'ombra di sua moglie morente che prende la bambina e gliela mette davanti dicendogli: "non renderla schiava del denaro, Ezra. Dalle una possibilità, l'amore è la cosa più grande della vita". La visione scompare e il miracolo è accaduto. Benton attira a sé la figlia e la bacia.

## Produzione
Il film fu prodotto dalla American Film Manufacturing Company.

## Distribuzione
Distribuito dalla Mutual, il film - un cortometraggio in una bobina - uscì nelle sale statunitensi il 19 maggio 1914.